# Ngòi Đum
Ngòi Đum là phụ lưu cấp 1 của sông Hồng chảy ở tỉnh Lào Cai, Việt Nam .
Đoạn quốc lộ 4D từ Lào Cai đi Sa Pa được mở dọc theo thung lũng ngòi Đum.

## Dòng chảy
Ngòi Đum bắt nguồn từ nơi hợp lưu các suối trên địa bàn phường Phan Si Păng, thị xã Sa Pa 22°21′1″B 103°50′30″Đ / 22,35028°B 103,84167°Đ, chảy về hướng đông bắc.
Đến thành phố Lào Cai ngòi Đum đổ vào sông Hồng 22°28′45″B 103°58′55″Đ / 22,47917°B 103,98194°Đ bên bờ phải.